# ひばりが丘 (東京都)
ひばりが丘（ひばりがおか）は、東京都西東京市の地名。現行行政地名はひばりが丘一丁目からひばりが丘四丁目。住居表示実施済み区域である。郵便番号は202-0001。
また、西武池袋線ひばりヶ丘駅を中心に、東京都西東京市北西部、東久留米市東部、埼玉県新座市南西部に広がる住宅地、商業地を指す広域地名として「ひばりが丘」または「ひばりヶ丘」が使用されることも多い。このため、この項ではひばりヶ丘駅周辺地域についても記述する。

## 歴史
旧保谷市域であり、明治以前には武蔵国新座郡下保谷村に属した。当町域は下保谷村に属していたものの、旧田無市（当時：田無村）と東久留米市（当時：前沢村・南沢村）の間に入り込んだ、ややいびつな形をしていた。これは享保年間に開墾された新田（下保谷新田）であったためである。
田無市との合併の際に、旧田無市域に存在した田無市ひばりヶ丘団地を、ひばりが丘3丁目2番に編入しているため、現在の町域は旧保谷市・旧田無市の両方にまたがっている。
- 1924年（大正13年）6月11日 武蔵野鉄道田無町駅（現：ひばりヶ丘駅）が開業（住所は住吉町）。
- 1934年（昭和9年）自由学園が豊島区目白から現在の場所（東久留米市学園町）に移転。
- 1959年（昭和34年）ひばりが丘団地の造成、田無町駅をひばりヶ丘駅に名称変更。
- 1967年（昭和42年）1月1日 保谷市が当町域の町名整理を実施、大字上保谷の小字又六（一部）、大字下保谷の小字北原（一部）、中原、南原、大南新田をもって、ひばりが丘1丁目〜4丁目を設置する。
- 1978年（昭和53年） ひばりヶ丘駅南口に西友ひばりが丘店が開業（住所は住吉町）。
- 1993年（平成5年） ひばりヶ丘駅南口再開発開始。ひばりが丘パルコが開店。
- 2001年（平成13年）1月21日 保谷市と田無市が合併し西東京市が発足、西東京市ひばりが丘となる。この際、田無市ひばりが丘団地を編入している。
- 2005年（平成17年） ひばりヶ丘駅バリアフリー化・リニューアル工事完了。
- 2009年（平成21年） ひばりヶ丘駅南口地区再開発地区計画完了。ひばりタワー (HIBARI TOWER) 竣工。

### 地名の由来
ひばりが丘という町名は、1959年に造成された公団ひばりが丘団地に由来するもので、高度経済成長期の大規模団地造成とともに生まれた、比較的新しい地名である。
なお、駅名は「ひばりヶ丘」であるのに対し、町名は「ひばりが丘」である。また「ひばりケ丘」と記すこともある。
当町名にゆかりのある事項として、外食産業大手のすかいらーくの社名は、同社がひばりが丘団地の傍らにかつて存在した商店街「旧中原銀座商店街、現pipi通り商店街（俗称）」で、食料品小売業として創業したことに由来し、英語でヒバリを意味する「skylark」から命名された。
また、自由学園（住所は東久留米市学園町だが最寄駅はひばりヶ丘駅）出身者で結成されたバンド・JUN SKY WALKER(S)の「Let'Go Hibari-hills」（レッツゴー ヒバリーヒルズ）は、1990年頃のひばりが丘の様子を描いた歌で、ビバリーヒルズをもじった題名である。

## 地理
西東京市の北部に位置する。北東〜南西に細長い地形をしており、北は西武池袋線を挟んでひばりが丘北、東は住吉町・谷戸町、南は緑町・西原町、西は東久留米市南町・南沢・ひばりが丘団地・学園町に隣接する。

### 面積と人口
丁目毎の面積 、人口と世帯数、および人口密度は以下の通りである。（2018年（平成30年）1月1日現在）
| 丁目             | 面積    | 人口    | 人口    | 人口    | 世帯数    | 人口密度       | 備考 |
| 丁目             | 面積    | 男      | 女      | 計      | 世帯数    | 人口密度       | 備考 |
| ---------------- | ------- | ------- | ------- | ------- | --------- | -------------- | ---- |
| ひばりが丘１丁目 | 0.13km2 | 930人   | 997人   | 1,927人 | 1,002世帯 | 14,823.1人/km2 |      |
| ひばりが丘２丁目 | 0.13km2 | 1,232人 | 1,377人 | 2,609人 | 1,107世帯 | 20,069.2人/km2 |      |
| ひばりが丘３丁目 | 0.22km2 | 1,149人 | 1,390人 | 2,539人 | 1,275世帯 | 11,540.9人/km2 |      |
| ひばりが丘４丁目 | 0.16km2 | 894人   | 987人   | 1,881人 | 730世帯   | 11,756.3人/km2 |      |
| 計               | 0.64km2 | 4,205人 | 4,751人 | 8,956人 | 4,114世帯 | 13,993.8人/km2 |      |

### 小・中学校の学区
市立小・中学校に通う場合、学区は以下の通りとなる。
| 丁目             | 街区        | 小学校               | 中学校                     |
| ---------------- | ----------- | -------------------- | -------------------------- |
| ひばりが丘一丁目 | 全域        | 西東京市立中原小学校 | 西東京市立ひばりが丘中学校 |
| ひばりが丘二丁目 | 全域        | 西東京市立中原小学校 | 西東京市立ひばりが丘中学校 |
| ひばりが丘三丁目 | 2番130〜162 | 西東京市立谷戸小学校 | 西東京市立田無第二中学校   |
| ひばりが丘三丁目 | その他      | 西東京市立中原小学校 | 西東京市立ひばりが丘中学校 |
| ひばりが丘四丁目 | 全域        | 西東京市立中原小学校 | 西東京市立ひばりが丘中学校 |

### 地価
住宅地の地価は、2017年（平成29年）1月1日の公示地価によれば、ひばりが丘1丁目9-15の地点で34万5000円/m2となっている。

## 交通

### 鉄道
中心となるひばりヶ丘駅（住所は住吉町三丁目）は、西武池袋線の急行停車駅で、最速だと池袋駅まで2駅15分で行くことができる。団地やバス路線が発達したため駅の乗降人員は多めで、1997年の時点では西武線乗降人員数は第9位だったが、2016年度は12位（70247人）である。
ひばりが丘団地が造成された場所には、戦時中まで中島航空金属田無製造所があり、ひばりヶ丘駅の次駅の東久留米駅との間で専用の引き込み線があった。団地造成時には当該専用線が資材運搬に利用されたと言われているが、資料は存在していない。現在、当該専用線の跡地の大部分は、所在する東久留米市により遊歩道「たての緑道」として整備されている。

### バス
ひばりヶ丘駅からは西武バスの路線が発着しており、南口発着の東京都方面への路線は滝山営業所、北口発着の埼玉県方面への路線は新座営業所が担当している。
コミュニティバスは、西東京市はなバスが南口から、新座市にいバスが北口から発着するが、いずれもひばりが丘の町域は通らない。
うち、「ひばりが丘」の町域には、ひばりが丘一丁目・ひばりが丘二丁目・中原小学校・ひばりが丘団地・交番前・ひばりが丘団地西口の各停留所がある。

### 道路
ひばりヶ丘駅周辺には、ひばりヶ丘駅南口から南方向へ谷戸新道が田無駅方面まで伸び、青梅街道・新青梅街道・武蔵境通り等へアクセスする。また、東側隣接駅の保谷駅寄りに東京都道・埼玉県道36号保谷志木線が走る。

#### 主な道路
- 東京都道112号ひばりケ丘停車場線（谷戸新道）
- 東京都道・埼玉県道36号保谷志木線
- 東京都道・埼玉県道25号飯田橋石神井新座線 - 保谷志木線と一部重複
- 東京都道・埼玉県道4号東京所沢線（所沢街道） - 西に外れる
- 東京都道・埼玉県道24号練馬所沢線 - 北に外れる
- 東京都道・埼玉県道234号前沢保谷線の支線（伏見通り） - 東に外れる
- 都市計画道路保谷秋津線

#### 計画道路
- 都市計画道路ひばりヶ丘駅南口線 - 谷戸新道と重複（ひばりヶ丘駅前 - 都市計画道路練馬東村山線間）
- 都市計画道路練馬東村山線 - 谷戸新道 - 保谷志木線間のみ完成済み
- 都市計画道路ひばりヶ丘駅北口線

## 商業施設など
店名表記にも「ひばりが丘」「ひばりヶ丘」の双方が見られる（ひばりが丘パルコ、西友ひばりヶ丘店など）。

### ひばりヶ丘駅（駅ナカ）
- TOMONY ひばりヶ丘駅店 - 駅売店
- Emio ひばりが丘 - 2021年7月27日より営業開始（公式サイト）
- セブン-イレブン ひばりヶ丘駅南口店（南口階段下）

### 駅南口
南口地区は田無駅北口とともに、西東京市の中心市街地のひとつとなっている。ひばりが丘の中心を成す商業施設は、ひばりが丘パルコと西友ひばりヶ丘店で、どちらの施設も広めの商圏をもつ。また谷戸新道やひばりが丘団地（ひばりが丘パークヒルズ）方面へ向かう道に沿って商店街が発達している。
2005年、縮小された住友重機械田無製造所跡地の複合店舗にコープとうきょう（現・コープみらい）ひばりが丘店が移転開店した（ダイソー、マツモトキヨシ併設）。
2007年、建て替え中のひばりが丘団地の一角に、西友ひばりが丘団地店が移転開店した。また、東久留米市南沢5丁目のみずほ銀行（旧・第一勧業銀行）ひばりヶ丘グラウンド跡地にイオンモール東久留米が開店した。
駅南口の都営亦六（またろく）団地が取り壊された跡地には、長らく広大な空き地が広がっていたが、西武鉄道グループの西武不動産販売（現・西武ホールディングス）がこの土地を取得し、事業主のオリックス不動産とともに、33階建ての超高層マンション「ひばりタワー（HIBARI TOWER）」（総戸数322戸・総事業費約150億円）が建設され、2009年に完成した。1-2階部分には店舗や医療施設を誘致するほか、西東京市が出張所や1000台収容の公共駐輪場を設置する予定となっている。また、敷地の半分近くは広場となる予定である。
2018年現在、住友重機械工業田無製造所の一部敷地跡や、ひばりが丘団地の再開発などにより大型マンションが次々に建設されている。

#### ひばり商店街
主な店舗のみ（2018年6月現在）。
- ひばりが丘パルコ（アリエビル）- 1993年開業。
  - テナント一覧は、公式サイトを参照。

- 西友ひばりヶ丘店 - 1978年開業時の懸垂幕には「ぐん〱」（「ぐんぐん」と読む）と書かれていた。
  - 主なテナントは以下のとおり（2018年6月現在）。
    - CASA ひばりヶ丘西友店 - ファミリーレストラン。元セゾングループ系
    - ドトールコーヒーショップ ひばりヶ丘南口店
    - コジマ×ビックカメラ 西友ひばりヶ丘店[9]
    - ニトリデコホーム 西友ひばりヶ丘駅前店[10]

  - なお、ひばりが丘団地内にある「西友ひばりが丘団地店」は西友の第1号店。現在の店舗は移転オープンしたものである。

- 西東京市立ひばりが丘図書館
- みずほ信託銀行 ひばりが丘支店
- 日本生命保険 ひばりが丘支部
- 住友不動産販売 ひばりが丘営業センター

#### ひばりが丘グリーン商店会
- メグミルクひばりが丘
- ヤクルトひばりが丘センター

#### 中原商店会
- 西東京市立中原小学校
- 産経新聞ひばりが丘店
- ダスキンダッシュ

#### ピピ通り商店街
- 旧ひばりが丘団地（現都市再生機構ひばりが丘パークヒルズ）
- 西友ひばりが丘団地店 - 移転オープン前の店舗は西友の第一号店であった。
- 西東京市立ひばりが丘中学校（2021年に住吉町から移転）
- 東久留米学園町郵便局
- 東久留米市立南中学校
- ニチイケアセンター学園町
- 出光ひばりが丘店（一光）
- 西武ハイヤーひばりが丘営業所
- 東京ガスライフバル東久留米店

#### 谷戸商店街協同組合
- 西東京市立田無乳児保育園
- Big-A西東京谷戸町店 - 旧ユーノスSHIひばりヶ丘店
- デニーズひばりが丘店
- ENEOS関連各施設
  - ENEOSひばりが丘店（セルフ式スタンド）
  - ひばりが丘寮
- 公文式ひばりが丘西教室
- ドミノ・ピザひばりが丘
- 谷戸商店街協同組合集会所 兼 公文式ひばりが丘教室
- 東京みらい農業協同組合（旧：東京あぐり農業協同組合）ひばりが丘支店
- 西京信用金庫保谷支店ひばりが丘出張所
- 西武開発ひばりが丘店
- 朝日新聞ひばりが丘店
- キクチビル
  - 菊池不動産、菊池ビルサービス
  - USENひばりが丘支店
- 菊池建設本社
- 学研ひばりが丘南教室
- エイブルひばりが丘店
- ひばりが丘南館
  - アイフル、レイク
  - たかの友梨ひばりヶ丘店
- 三井住友銀行ひばりが丘支店
- りそな銀行ひばりが丘支店
- みずほ信託銀行ひばりが丘支店
- ひばりが丘プラザ
  - ミニミニひばりが丘店
  - ラーメン二郎ひばりが丘駅前店
- パークシティひばりが丘
  - サイゼリヤひばりが丘駅前店

#### 南口その他
- 自由学園（東久留米市学園町）
- コープみらいひばりが丘店（谷戸町）
  - マツモトキヨシひばりが丘店
  - ザ・ダイソーひばりが丘店
- 住友重機械工業田無製造所（谷戸町）
- フレスポひばりが丘（谷戸町）
  - オーケーひばりが丘店

### 北口
駅北口は降りると密集した商店街が立地しており、南口と対照的である。北口周辺の地名は西東京市ひばりが丘北であるが、駅から徒歩数分で東京都を出て埼玉県新座市栗原になる。
道路が狭く緑が少ないため、西東京市ではまちづくりの見直しを計画していたが、2019年3月に北口に都市計画道路とロータリーが新設され、バス・タクシーのりばも整備された。それまでは、西武バスの「ひばりヶ丘駅北口」バスのりばが、駅から徒歩5分ほどの場所にあった（所在地は新座市栗原5丁目。ロータリー開設後もバス待機場として存続）。
このような事情から、利用者は西東京市、東久留米市のほか、新座市方面の住民も多い。

#### ひばりが丘北口商店街協同組合
- TOMASひばりヶ丘校
- 松屋ひばりヶ丘店
- カフェ・ベローチェひばりが丘店
- サンクスひばりが丘北口店
- 多摩信用金庫ひばりが丘支店
- ぎょうざの満洲ひばりが丘北口店
- 牛角ひばりヶ丘北口店
- みずほ銀行ひばりが丘支店・みずほ証券プラネットブースひばりが丘
- オリンピックひばりが丘店
- カレーハウスCoCo壱番屋西武ひばりヶ丘北口店
- オリジン弁当ひばりが丘北口店
- ドラッグセイムス西武ひばりヶ丘薬局
- デイリーヤマザキひばりが丘北口店

#### 北口その他
その他、保谷志木線沿いを中心に、ロードサイド店舗や郊外型店舗などが立地する。
- ライフ新座店

## 住宅地
- ひばりが丘団地
戦前に作られた中島飛行機関連工場の跡地が、1957年に首都圏初のマンモス団地としてひばりが丘団地として整備されて以来、ひばりが丘周辺は急速に宅地化し、駅周辺には中高層のマンションが多く立地するようになった。現在は縮小された住友重機械田無製造所の跡地とその近辺で大型マンションや一戸建て住宅の建設が進んだ上、老朽化したひばりが丘団地が都市再生機構ひばりが丘パークヒルズとして建て替え進行中である。
- 南（西東京市谷戸町） - 谷戸新道沿いの住宅密集地。都営住宅がある。谷戸新道の西には集合住宅が多く、東には一戸建てが多い。
- 南西（東久留米市学園町） - 自由学園がある東久留米市学園町の周辺は住環境の整った住宅地となっている。
- 東（西東京市住吉町・栄町） - 地区内は主に住宅地からなる。尚、ひばりヶ丘駅は住吉町にある。
- 北西（東久留米市浅間町） - 住宅密集地。
- 北（新座市栗原） - 保谷志木線沿いの住宅密集地。

## 主な公園等
- 西東京憩いの森公園
- 東京大学大学院農学生命科学研究科附属農場
- ひばりが丘運動場
- 谷戸イチョウ公園
- 谷戸せせらぎ公園
- はなみずき公園
- ひばりが丘公園
- 発想の森
- ひばりが丘北わんぱく公園
- 桜蔭学園グラウンド
- 栗原公園
- 栗原緑地公園